# Urzhar
Urzhar (in kazako Үржар?, Úrjar; in russo Урджар?, Urdžar) è un villaggio (selo) del Kazakistan, capoluogo dell'omonimo distretto del Kazakistan Orientale. Sorge lungo la valle in cui scorre il fiume Urzhar. Al 2018, secondo i dati del censimento, conta 13.102 abitanti.
Fondato nel 1857 sotto il regno di Alessandro II di Russia, il villaggio è sede di un aeroporto che offre un collegamento con le principali città kazake, inclusa la capitale Nur-Sultan.